# Équipe cycliste Webcor
Webcor Builders Cycling Team est une ancienne équipe cycliste féminine basée aux États-Unis. Elle a existé de 2004 à 2010. Elle n'a été UCI qu'en 2008, mais est une des principales équipes américaines durant son existence. Elle était dirigée par Karen Brems. Parmi ses coureuses emblématiques, on compte Katheryn Mattis et Christine Thorburn. Mara Abbott y fait un passage marqué en 2007.

## Histoire de l'équipe
L'équipe est créée en 2004. Elle est basée à Redwood City.
En 2005, l'équipe remporte vingt sept victoires. Quatre membres de l'équipe participent aux championnats du monde.
En 2006, l'équipe s'appelle Webcor Builders/Platinum. Le camp d'entraînement a lieu à San Luis Obispo.
En 2008, c'est l'unique équipe cycliste féminine UCI en Amérique du Nord.
Fin 2010, l'entreprise de construction Webcor Builders annonce qu'elle ne financera plus l'équipe l'année suivante. Ne trouvant pas de nouveau partenaire à cause de la crise économique, Karen Brems doit annoncer la fin de l'équipe.

## Classements UCI
Ce tableau présente les places de l'équipe Webcor Builders au classement de l'Union cycliste internationale en fin de saison, ainsi que ses meilleures coureuses au classement individuel.
| Année | Classement par équipes | Meilleure coureuse au classement individuel |
| 2008  | 13e                    | Alex Wrubleski (33e)                        |

## Compétitions internationales
Cyclisme sur route
- Championnat d'Océanie sur route : 2
  - Course en ligne : 2009 (Alexis Rhodes)
  - Contre-la-montre : 2009 (Alexis Rhodes)

### Championnats nationaux
Cyclisme sur route
- Championnats d'Autriche : 1
  - Course en ligne : 2010 (Andrea Graus)
- Championnats du Canada : 2
  - Course en ligne : 2008 (Alex Wrubleski), 2010 (Joëlle Numainville)
- Championnat des États-Unis : 3
  - Course en ligne : 2007 (Mara Abbott)
  - Course en ligne espoirs : 2009 (Amy Dombroski)
  - Contre-la-montre espoirs : 2008 (Rebecca Much)

Cyclo-cross
- Championnat des États-Unis : 1
  - Espoirs : 2008 (Amy Dombroski)

## Encadrement de l'équipe
Karen Brems est directeur sportif de l'équipe depuis au moins 2006 à 2010,,,.
De 2004 à 2006, Carmen D'Auisio est directeur sportif adjoint,
. Dario Falquier est len représentant de l'équipe auprès de l'UCI en 2008.
En 2009, Christine Thorburn prend sa retraite sportive et intègre l'encadrement de l'équipe en tant que docteur.

## Partenaire
Le partenaire principal de l'équipe est l'entreprise de construction californienne Webcor Builders. En 2006, Platinum Advisors un cabinet d'avocat californien est partenaire secondaire.

## Équipe Webcor Builders en 2010

### Effectif
| Coureuse.          | Date de naissance | Nationalité | Équipe 2009         |
| ------------------ | ----------------- | ----------- | ------------------- |
| Gina Grain         | 16 juin 1974      | Canada      | Webcor Builders     |
| Andrea Graus       | 13 novembre 1979  | Autriche    | Bigla               |
| Katheryn Mattis    | 29 mai 1974       | États-Unis  | Webcor Builders     |
| Lindsay Myers      | 2 novembre 1989   | États-Unis  |                     |
| Joëlle Numainville | 20 novembre 1987  | Canada      | ESGL 93-GSD Gestion |
| Ally Stacher       | 8 juin 1981       | États-Unis  | Néo-professionnelle |
| Erinne Willock     | 16 octobre 1981   | Canada      | Webcor Builders     |
| Alex Wrubleski     | 31 mai 1984       | Canada      | Columbia-HTC        |

### Résultats
| Date    | Course                                      | Pays   | Cat. | Vainqueur          |
| ------- | ------------------------------------------- | ------ | ---- | ------------------ |
| 19 mai  | 5e étape du Tour de l'Aude cycliste féminin | France | 2.1  | Katheryn Mattis    |
| 13 juin | Grand Prix cycliste de Gatineau             | Canada | 1.1  | Joëlle Numainville |
| 27 juin | Championnat du Canada sur route             | Canada | CN   | Joëlle Numainville |
| 27 juin | Championnat d'Autriche sur route            | Canada | CN   | Andrea Graus       |